# Condado de Wexford (Míchigan)
El condado de Wexford (en inglés: Wexford County), fundado en 1840, es un condado del estado estadounidense de Míchigan. En el año 2000 tenía una población de 30.484 habitantes con una densidad de población de 21 personas por km². La sede del condado es Cadillac.

## Geografía
Según la oficina del censo el condado tiene una superficie total de 1492 km² (576,1 mi²), de los que 1463 km² (564,9 mi²) son tierra y 26 km² (10,0 mi²) (1,80 %) son agua.

## Condados adyacentes
- Condado de Grand Traverse - norte
- Condado de Kalkaska - noreste
- Condado de Missaukee - este
- Condado de Osceola - sureste
- Condado de Lake - suroeste
- Condado de Manistee - oeste
- Condado de Benzie - noroeste

### Principales carreteras y autopistas
- U.S. Autopista 131
- U.S. Autopista 131 B
- Carretera estatal 37
- Carretera estatal 42
- Carretera estatal 55
- Carretera estatal 115

### Espacios protegidos
En este condado se encuentra parte del bosque nacional de Manistee.

## Demografía
Según el censo del 2000 la renta per cápita media de los habitantes del condado era de 35.363 dólares y el ingreso medio de una familia era de 39.915 dólares. En el año 2000 los hombres tenían unos ingresos anuales 31.198 dólares frente a los 21.733 dólares que percibían las mujeres. El ingreso por habitante era de 17.144 dólares y alrededor de un 10,30 % de la población estaba bajo el umbral de pobreza nacional.

## Lugares

### Ciudades
- Cadillac
- Manton

### Villas
- Buckley
- Harrietta
- Mesick

### Lugares designados por el censo
- Boon
- Haring
- Caberfae
- Wedgewood

### Comunidades no incorporadas
- Benson
- Hoxeyville
- Meauwataka
- Sherman
- Yuma

### Municipios
| - Municipio de Antioch - Municipio de Boon - Municipio de Cedar Creek - Municipio de Cherry Grove | - Municipio de Clam Lake - Municipio de Colfax - Municipio de Greenwood - Municipio de Hanover | - Municipio de Haring - Municipio de Henderson - Municipio de Liberty - Municipio de Selma | - Municipio de Slagle - Municipio de South Branch - Municipio de Springville - Municipio de Wexford |